# Anna Inglese
Anna Inglese (Engelskan Anna) eller Madamma Anna (Fru Anna), död efter 1499, var en italiensk sångare. Hon var verksam hos Milanos hertig Galeazzo Maria Sforza (1468) och kung Ferdinand I av Neapel (1471–1499). Hon var en berömd artist under sin samtid och är en av få dokumenterade kvinnliga yrkessångarna i renässansens Italien. 
Hennes fullständiga namn och bakgrund är okänd. Det nämns att hon var gift med en man som bodde i Bologna, som möjligen också var sångare och som hon levde separerad från. Hon kan ha varit från England, men det är troligare att hon hade besökt England, eller tänkt göra det, och därefter kallades Inglese. 
Hon var möjligen samma person som den sångerska som uppträdde i Venedig 1455. År 1465 uppträdde "den engelska sångerskan Anna" vid hovet i Mantua. Hon är säkert dokumenterad 1468, då hon engagerades för sång och underhållning till hertigen av Milanos bröllop. Hon var då en etablerad och högt betald artist. År 1471 nämns hon som sångerska vid det kungliga hovet i Neapel. Hon nämns vid Neapel så sent som år 1499. 
Under denna tid förändrades hovkulturen, och en representation med sång och andra konstarter hade blivit modern för både män och kvinnor vid furstehoven att uppföra. Även om få andra kvinnliga yrkessångare finns dokumenterade, och Anna är den enda som finns listad vid hoven i Milano, Mantua och Neapel, så tycks fler ha uppträtt där även om namnen inte finns dokumenterade: bland annat inrättades särskilda utrymmen för både kvinnliga och manliga hovsångare i Neapel. 